# تيم بلاك
تيم بلاك (بالإنجليزية: Tim Black)‏ هو طبيب بريطاني، ولد في 7 يناير 1937، وتوفي في 11 ديسمبر 2014.